# Tay Road Bridge
Die Tay Road Bridge ist eine vierspurige Straßenbrücke der A92 in Schottland, sie führt über den Firth of Tay von Newport-on-Tay in der Council Area Fife nach Dundee. Die Brücke wurde 1966 eröffnet und ersetzte eine Fährverbindung. Mit einer Länge von 2250 m zählte sie damals zu den längsten Straßenbrücken in Europa.

## Geschichte
Angesichts des in den 1950er Jahren wachsenden Verkehrsaufkommens wurde die Fährverbindung über Firth of Tay für die Region ein zunehmender Engpass. Der Bau einer Straßenbrücke wurde gefordert. 1958 wurden Verkehrszählungen durchgeführt und es wurden Probebohrungen veranlasst. Mit der Planung der Brücke wurde der auch als Internationaler Schachmeister bekannte Ingenieur William Fairhurst beauftragt. Die neue Brücke sollte knapp zwei Kilometer östlich der bestehenden Eisenbahnbrücke erbaut werden. Am 29. März 1963 wurde der erste Pfeiler in den Grund gerammt. Ein Teil des Hafens von Dundee wurde verfüllt, um Platz für die Zufahrtsrampen zu schaffen. Trotz Protesten in der Bevölkerung wurde der 24 m hohe Sandsteinbogen „Royal Arch“ abgerissen, der 1849 und 1853 zu Ehren des Besuchs von Queen Victoria errichtet worden war. Die Bauarbeiten führte die Firma Duncan Logan Construction Ltd. durch. Die feierliche Eröffnung war am 18. August 1966 in Anwesenheit von Queen Mum.

## Beschreibung
Die vierspurige Balkenbrücke besteht aus 42 Öffnungen mit jeweils getrennten Längsträgern und Stützen für jede Fahrbahn. In der Mitte zwischen den Fahrbahnen verläuft ein Rad- und Fußweg. Die Brücke steigt leicht an mit tiefstem Punkt in Dundee und höchstem Punkt auf der Südseite.
Eine 15 m hohe steinerne Stele steht in der Mitte des Kreisverkehrs auf der Südseite der Brücke und ein Gedenkstein auf der Dundee-Seite. Sie erinnern an Willie Logan, den Leiter der Baufirma, der bei einem Flugzeugabsturz ums Leben kam, und an fünf Arbeiter, die im Verlauf der Bauarbeiten tödlich verunglückten.
In der Meeresbucht treten häufig starke Winde auf, die eine Gefahr für Fahrzeuge auf der Brücke darstellen können. Das Befahren wird bei Windgeschwindigkeiten von 45 mph eingeschränkt, ab 80 mph für alle Fahrzeuge sowie Fußgänger gesperrt.
Die Nutzung der Brücke war bis Anfang 2008 mautpflichtig. Am 31. Mai 2007 beschloss das Schottische Parlament die Aufhebung einer Mautpflicht auf allen Brücken des Landes.